# Technischer Fachwirt
Technischer Fachwirt ist ein öffentlich-rechtlich anerkannter Abschluss in der deutschen Industrie oder im Handwerk, der eine Brücke zwischen technischer und kaufmännischer Kompetenz bilden soll. Technische Fachwirte sind hauptsächlich im mittleren bzw. oberen planenden und organisierenden Bereich, teilweise auch im technischen Ein- und Verkauf beschäftigt.

## Geprüfter Technischer Fachwirt (IHK)
Beim Geprüften Technischen Fachwirt (IHK) handelt es sich um einen Abschluss auf Meisterebene. Die englische Bezeichnung des Titels ist Bachelor Professional of Technical Management (CCI).
Die bundeseinheitliche Prüfung erfolgt auf Grundlage der Verordnung über die Prüfung zum anerkannten Abschluss Geprüfter Technischer Fachwirt/Geprüfte Technische Fachwirtin (TechFachwPrV) vor dem Prüfungsausschuss einer Industrie- und Handelskammer (IHK).
Der technische Fachwirt vereint die wirtschaftsbezogenen Qualifikationen der Dienstleistungsfachwirte (beispielsweise Wirtschaftsfachwirt oder Industriefachwirt) und gleicht in den technischen und handlungsspezifischen Qualifikationen den Industriemeistern.
Geprüfte technische Fachwirte verfügen über Kenntnisse, Fertigkeiten und Erfahrungen, die sie zu folgenden Qualifikationen befähigen sollen:
Wirtschaftsbezogene Qualifikationen
- Volks- und Betriebswirtschaft
- Rechnungswesen
- Recht und Steuern
- Unternehmensführung

Technische Qualifikationen
- Naturwissenschaftliche und technische Grundlagen
- Technische Kommunikation und Werkstofftechnologie
- Fertigungs- und Betriebstechnik

Handlungsspezifische Qualifikationen
- Absatz-, Materialwirtschaft und Logistik
- Produktionsplanung, -steuerung und -kontrolle
- Qualitäts- und Umweltmanagement sowie Arbeitsschutz
- Führung und Zusammenarbeit

Der DIHK-Rahmenplan empfiehlt für die Fortbildung zum Geprüften Technischen Fachwirt einen Unterrichtsumfang von 850 Unterrichtsstunden. Öffentliche und private Bildungsträger bieten Lehrgänge zu den Prüfungen zwischen 3 und 24 Monaten sowohl in Vollzeit als auch berufsbegleitend an; für die Zulassung zur Prüfung ist die Teilnahme an einem Lehrgang allerdings nicht verpflichtend. Die Teilnahme an einer Fortbildung zum geprüften Technischen Fachwirt ist in den meisten Fällen berufsbegleitend möglich.

## Weiterbildung
Geprüfte Technische Fachwirte erfüllen die Voraussetzungen für einen allgemeinen Hochschulzugang.
Viele Hochschulen, vor allem Fachhochschulen bieten Anrechnungsmöglichkeiten auf betriebswirtschaftliche Studiengänge.
Die abgelegte Prüfung zum Fachwirt ist eine Zulassungsvoraussetzung für den kaufmännischen Geprüften Betriebswirt wie auch für den Geprüften Betriebswirt (Hwo).
Eine Zulassung zum Geprüften Technischen Betriebswirt  ist auch möglich, da dieser vorwiegend für Techniker, Ingenieure und Industriemeister ohne speziell kaufmännische Erstqualifikation konzipiert ist, wird bei diesem mehr Grundlagenwissen geprüft, in welchen die technischen und kaufmännischen Fachwirte bereits geprüft wurden.

## Technischer Fachwirt (HwK)
Der Technische Fachwirt (HwK) ist kein Abschluss auf Meisterebene, er wird jedoch als Teil III der handwerklichen Meisterprüfung anerkannt. Somit handelt es sich um einen Teilabschluss zum Handwerksmeister. Für die Weiterbildungsprüfung zum Technischen Fachwirt (HwK) existieren keine bundeseinheitlichen rechtlichen Regelungen. Von den zuständigen Handwerkskammern wurden allerdings besondere Vorschriften erlassen.
In der Prüfung geht es um folgende Handlungsfelder:
- Grundlagen des Rechnungswesens und Controllings
- Grundlagen wirtschaftlichen Handelns im Betrieb
- Rechtliche und steuerliche Grundlagen

## Prüfungsinhalte
| Gliederung der Prüfung                            | Prüfungsumfang | Prüfungsart |
| ------------------------------------------------- | -------------- | ----------- |
| Wirtschaftsbezogene Qualifikationen               |                |             |
| Volks- und Betriebswirtschaftslehre               | 75 min         | schriftlich |
| Rechnungswesen                                    | 90 min         | schriftlich |
| Recht und Steuern                                 | 75 min         | schriftlich |
| Unternehmensführung                               | 90 min         | schriftlich |
| Technische Qualifikationen                        |                |             |
| Naturwissenschaftliche und technische Grundlagen  | 90 min         | schriftlich |
| Technische Kommunikation und Werkstofftechnologie | 90 min         | schriftlich |
| Fertigungs- und Betriebstechnik                   | 120 min        | schriftlich |
| Handlungsspezifische Qualifikationen*             |                |             |
| Situationsaufgabe                                 | 240 min        | schriftlich |
| Fachgespräch / Präsentation                       | 45 Minuten     | mündlich    |

* Die Prüfungsteile „Wirtschaftsbezogene Qualifikationen“ und „Technische Qualifikationen“ müssen vorab abgelegt werden.

## Förderung der Seminargebühr über das Aufstiegs-BAFöG
Mit der Beantragung des Aufstiegs-BAFöG kann man eine Förderung der Seminargebühr beantragen. Die Förderung umfasst 40 Prozent der Seminargebühr. 
Als Voraussetzungen muss die Weiterbildung für den Teilnehmer/die Teilnehmerin eine Höherqualifizierung bedeuten. Aber auch der Lehrgang muss BAFöG-fähig sein. Dazu gehört neben einer gültigen Zertifizierung nach DIN EN ISO 9001 die Mindeststundenzahl von 400 Unterrichtsstunden. 
Anbieter der Vorbereitungskurse beraten über Fördermöglichkeiten und unterstützen bei der Antragsstellung.